# Экономика Тульской области
Экономика Тульской области — 31-я экономика среди субъектов Российской Федерации по объёму валового регионального продукта, размер которого за 2021 год составил 868 млрд рублей.

## Экономическое развитие
Тульская область занимает выгодное географическое положение в центре Европейской части России и граничит на севере и северо-востоке с Московской областью. Конкурентными преимуществами региона является развитая инфраструктура транспорт, связи и рыночной системы: банковская сеть, страховые, консалтинговые и инвестиционные услуги, которые выступают необходимыми условиями эффективного развития бизнеса и его интеграции в систему экономических связей. По территории Тульской области проходят основные транспортные магистрали, соединяющие юг и север России. Относительно высокий уровень заработной платы в Москве и Московской области стимулируют маятниковую миграцию, которая, с одной стороны, сдерживает развитие региона, а с другой — обеспечивает сравнительно низкий уровень безработицы, формирует платежеспособный спрос населения на основные группы товаров и услуг.
Тульская область относится к группе умеренно перспективных старопромышленных регионов России, обладая потенциалом развития промышленности, позволяющим не только получать выгоду от использования технологий «уходящих» технологических укладов, но и сделать в долгосрочной перспективе выбор в пользу современного индустриального развития. Металлургическое производство, производство оружия и добыча белого камня (мраморный известняк) имеют глубокие исторические корни. В период первой и второй индустриализации была развита угольная промышленность — добыча бурого угля для производства тепловой энергии. История региона связана с именами заводчиков: Демидовых, Баташовых, Мосоловых, Лугининых и конструкторов: Мосина, Стечкина, Шипунова и Грязева.
В структуре экономики Тульской области основное место по вкладу в валовой региональный продукт занимают промышленность, оптовая и розничная торговля, строительство, сельское хозяйство, операции с недвижимым имуществом, темпы роста которых оказывают наиболее существенное влияние на темпы роста валового регионального продукта. В структуре валового регионального продукта промышленное производство несёт порядка 46,5 % валовой добавленной стоимости, вклад деятельности по операциям с недвижимым имуществом — 10,1 %, оптовой и розничной торговли оценивается в 9,2 %, строительства — в 8,0 %, сельского хозяйства — в 7,2 %.
Экономика Тульской области обладает существенным инновационным потенциалом, что является важным условием потенциальной эффективности инвестиций. В области функционирует развитая сеть вузов и НИИ, главным образом специализирующихся в сфере машиностроения, в том числе оборонно-промышленного комплекса, автоматизированных систем управления, строительства, горного дела, химии.
В 2019 году в стратегии Минэкономразвития России были определены перспективные центры экономического роста Тульской области. Одним из таких центров стала Тульско-Новомосковская агломерация, которая включает в себя около 2/5 территории области, более 1 млн жителей и 70 % экономического потенциала региона. Кроме Тулы в агломерацию входят Щёкино (центр химической промышленности), Узловая (индустриальный парк с мощным производством по выпуску автомобилей марки «Haval» и динамично развивающейся особой экономической зоной «Узловая»), Донской и несколько других муниципальных образований. Существенной частью агломерации является промышленный кластер города Новомосковска, в котором функционируют такие предприятия, как «ЕвроХим», «Кнауф Гипс», «Procter & Gamble», «Аэрозоль».
За период пандемии коронавируса в Тульской области небольшое снижение по объёму производства в обрабатывающей промышленности, по сравнению с аналогичным периодом 2019 года, было только апреле, в то время как в остальные месяцы отмечен рост. В качестве главной причины негативных последствий коронавируса компании отметили изменение потребительской модели населения. Также, большинство предприятий указали, что снижение курса рубля повлияло на их финансовое состояние. Снижение издержек было основным направлением антикризисной деятельности. В качестве второстепенных мер использовались переориентация на альтернативных поставщиков и перевод сотрудников на удаленную работу.
По итогам 2022 года объём валового регионального продукта Тульской области, по оценке, составил 932,6 млрд рублей — 107,4 % относительно уровня 2021 года (в действующих ценах). Объём отгруженных товаров собственного производства, выполненных работ и услуг собственными силами по полному кругу организаций производителей за 2022 год составил 1262,0 млрд рублей, индекс
промышленного производства относительно уровня 2021 года увеличился на 2,5 % в сопоставимых ценах. Рост производства наблюдался в следующих основных видах экономической деятельности:
- производство пищевых продуктов — на 1,9 %,
- производство напитков — на 8,5 %, производство химических веществ и
- химических продуктов — на 2,3 %, производство готовых металлических
- изделий, кроме машин и оборудования — на 11,6 %, металлургическое
- производство — на 3,6 %[8].

## Бюджет
Бюджет Тульской области составляется министерством финансов Тульской области, принимается и утверждается Тульской областной думой и подписывается Губернатором Тульской области.
Общий объём доходов бюджета Тульской области за 2022 год составили 116,41 млрд рублей. Основная часть поступлений в бюджет Тульской области была сформирована налогом на прибыль организаций, налогом на доходы физических лиц, акцизами по подакцизным товарам и налогом на имущество организаций. Общий объём расходов бюджета области составил 122,85 млрд рублей, дефицит — 6,44 млрд рублей, или 5,24 % от расходов. Более 70 % всех расходов бюджета направлены на социальную сферу. Также в бюджете запланированы расходы инвестиционного характера, среди которых возведение онкологического центра в Туле за 1,9 млрд рублей. За счёт снижения объёмов погашения долгов области по бюджетным кредитам 1,5 млрд рублей выделят на строительство объектов инфраструктуры для новых инвестпроектов в особой экономической зоне «Узловая». За 2022 год консолидированные бюджеты 12 муниципальных образований Тульской области исполнены с дефицитом и 14 бюджетов муниципальных образований с профицитом. Бюджет на 2023 год также сохранит социальную направленность.
Государственный долг Тульской области по состоянию на 1 января 2023 года по сравнению с уровнем предыдущего года увеличился на 2 млрд рублей и составил 19,9 млрд рублей. В его структуре кредиты кредитных организаций составляют 1,5 млрд рублей или 7,5 % от общего объёма государственного долга Тульской области, бюджетные кредиты — 18,2 млрд рублей или 91,5 %, государственные гарантии Тульской области — 0,2 млрд рублей или 1,0 %. Долговая нагрузка на бюджет Тульской области на 1 января 2023 года составила 21,9 %, отношение рыночных заимствований к объёму налоговых и неналоговых доходов бюджета области — 1,6 % (аналогичные показатели по состоянию на 1 января 2022 года составили 23,0 % и 3,9 % соответственно).
Рейтинговое агентство «Эксперт РА» в марте 2024 года подтвердило рейтинг кредитоспособности Тульской области на уровне «ruA+». По рейтингу установлен стабильный прогноз, что предполагает высокую вероятность сохранения кредитного рейтинга на текущем уровне на горизонте 12 месяцев. Эксперты агентства обратили внимание на умеренно высокий уровень развития экономики, сдержанный инвестиционный климат, умеренный уровень демографического развития и развитый рынок труда, высокий уровень сбалансированности бюджета и низкую долговую нагрузку. Кредитный рейтинг Тульской области был впервые опубликован в декабре 2012 года, и с 2017 года сохраняется на уровне «ruA+» со стабильным прогнозом.

## Инвестиции

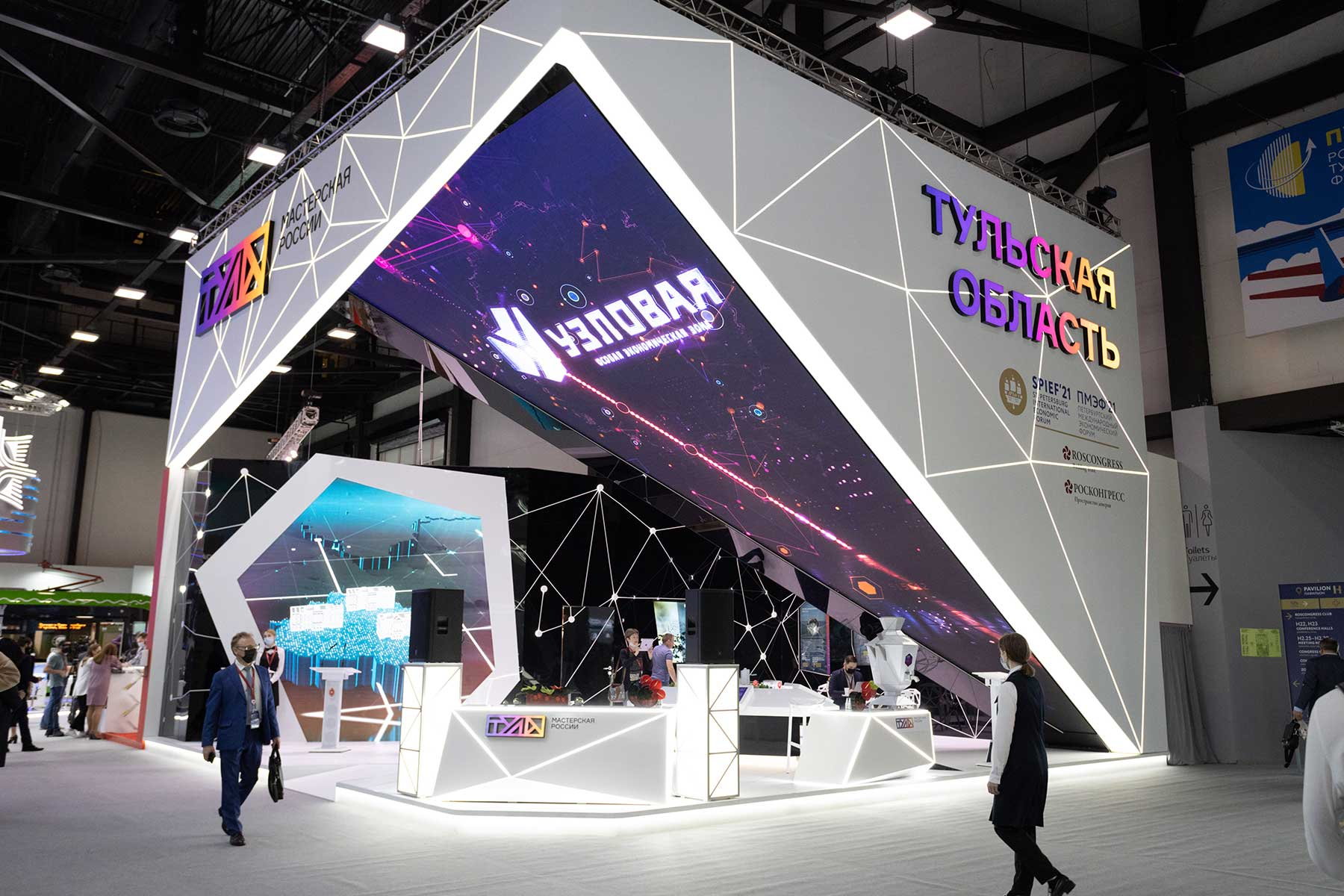
Стенд Тульской области на ПМЭФ-2021

Инвестиционная политика правительства Тульской области ориентирована на создание режима максимального административного и налогового благоприятствования. Тульская область уже несколько лет входит в топ-10 регионов лидеров Национального рейтинга состояния инвестиционного климата в субъектах Российской Федерации по уровню комфортности ведения бизнеса. В 2022 году регион занял 4 место среди регионов России. В реализации мероприятий по улучшению показателей Национального рейтинга основной упор делается на качественное внедрение целевых моделей упрощения процедур ведения бизнеса и повышения инвестиционной привлекательности в Тульской области
На территории Тульской области предусматривается создание трёх региональных особых экономических зон: транспортно-логистического назначения, туристско-рекреационного, промышленно-производственного назначения.
Особая экономическая зона промышленно-производственного типа «Узловая» (ОЭЗ «Узловая»), созданная в 2016 году на территории Узловского района площадью 471,5 га, является наиболее привлекательной территорией для инвесторов, которые планируют разместить свои производства в Тульской области. Приоритетными направлениями развития «Узловой» являются химическая промышленность и металлургия. Резиденты данной экономической зоны получают специальные льготы, в частности освобождение от уплаты налогов на имущество, землю, транспорт, а также импортной пошлины и НДС. На сегодняшний день 23 компаний являются резидентами ОЭЗ «Узловая», общий объём инвестиций более 60 млрд рублей, планируется создать более 4000 новых рабочих мест. Якорный резидент индустриального парка — компания ООО «Хавейл Моторс Мануфэкчуринг Рус», также резидентами ИП «Узловая» являются компании ООО «НаноПолимерАрм», ООО ГК «Кволити», ООО «Городской Коммунальный Сервис» (ООО «ГКС»).
В 2021 году инвестиционная комиссия правительства Тульской области одобрила заявку компании Wildberries на её включение в состав резидентов территории опережающего социально-экономического развития «Алексин». Компания планирует построить крупнейший в Центральной России складской и логистический комплекс на 300 тысяч м² с объёмом инвестиций 24 млрд рублей и созданием 15 тысяч рабочих мест, первая очередь которого была открыта в 2022 году.
В 2022 году после введения экономических санкций против России, в регионе было приостановлено 8 инвестпроектов, а также появились риски по целому ряду проектов на 159,63 млрд рублей инвестиций. В результате в 2022 году было реализовано 11 инвестиционных проектов на общую сумму более 37 млрд рублей, фактически создано 478 рабочих мест. Объём инвестиций за счёт всех источников финансирования за 9 месяцев 2022 года составил 104,4 млрд рублей, что в сопоставимых ценах на 8,6 % ниже уровня 9 месяцев 2021 года. В структуре инвестиций в основной капитал по видам экономической деятельности по кругу крупных и средних организаций преобладают обрабатывающие производства (48,7 %).
С 2016 года Тульская область активно участвует в работе Петербургского международного экономического форума. Всего за эти годы регион заключил 173 инвестиционных соглашения с общим объёмом инвестиций более 730 млрд рублей. В июне 2023 года в рамках XXVI форума делегация Правительства Тульской области подписала 16 инвестиционных соглашений на сумму более 70 млрд рублей. Новые проекты будут реализованы в химической отрасли, энергетике, лёгкой промышленности, туризме, строительстве, сельском хозяйстве и переработке. Большая часть из них направлена на создание импортозамещающих производств.

## Малый и средний бизнес
По состоянию на начало 2023 года в Едином реестре субъектов малого среднего предпринимательства содержатся сведения о 53 175 субъектах малого и среднего предпринимательства:
- 15874 микропредприятий;
- 1538 малых предприятий;
- 133 средних предприятия;
- 35630 индивидуальных предпринимателей.

В соответствии с имеющимися оперативными данными показатель «Численность занятых в сфере малого и среднего предпринимательства, включая индивидуальных предпринимателей» в декабре 2022 года составляет 221,4 тыс. человек при плановом значении 206,6 тыс.человек (темп роста составил 7,2 %). В 2022 году в регионе зарегистрировано 37 028 самозанятых граждан, применяющих специальный налоговый режим «Налог на профессиональный доход», что в 1,7 раза выше уровня предыдущего года (в 2021 году зарегистрировано 21 305 самозанятых граждан).

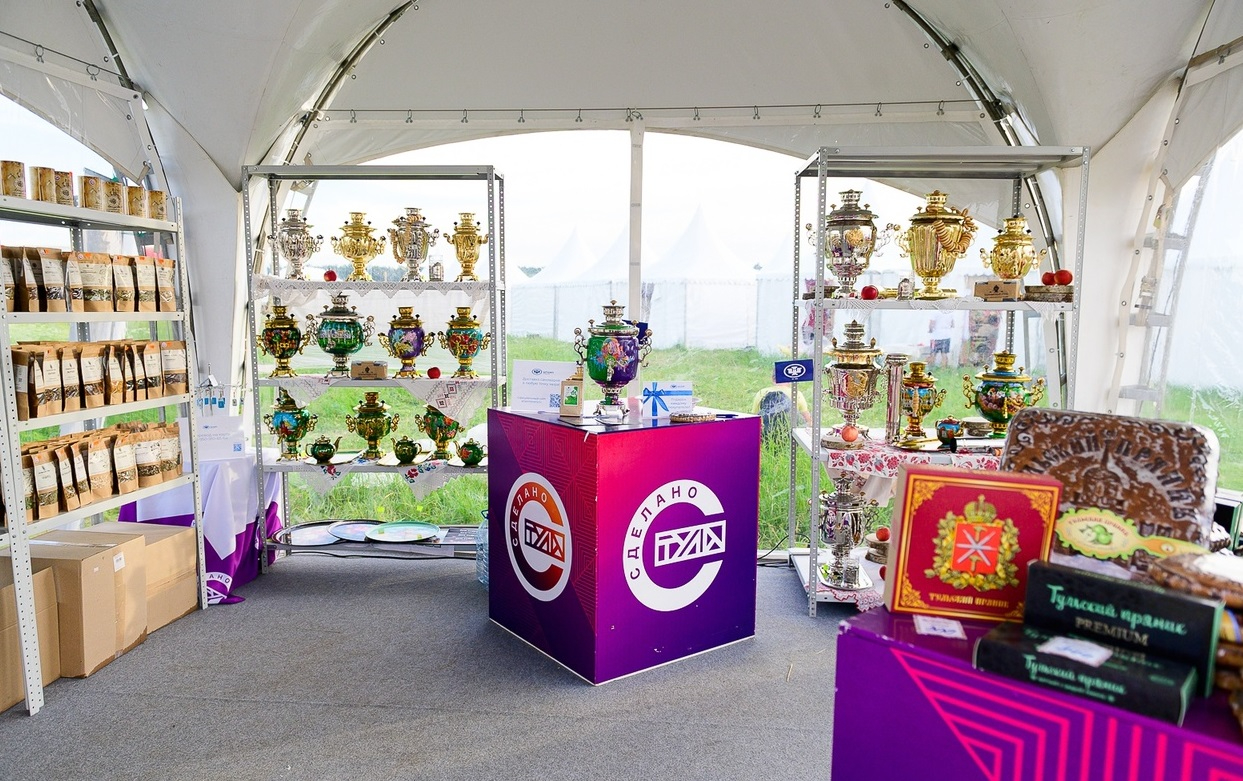
Павильон «Сделано в Тульской области» на фестивале «Дикая мята» в 2022 году.

Поддержка субъектам малого и среднего предпринимательства предоставляется в рамках реализации национального проекта «Малое и среднее предпринимательство и поддержка индивидуальной предпринимательской инициативы» и образовательного проекта Тульской области «Мастерская бизнеса». Все региональные организации поддержки располагаются в едином центре «Мой Бизнес». На этой площадке представлены региональный фонд «Центр поддержки предпринимательства», Центр поддержки экспорта, Центр инжиниринга, Центр продвижения региональной продукции, Центр инноваций социальной сферы, Центр компетенций в сфере сельскохозяйственной кооперации и поддержки фермеров, Тульский областной гарантийный фонд, Микрокредитная компания и Тульский областной бизнес-инкубатор. С целью развития и популяризации малого и среднего предпринимательства в Тульской области реализуется комплекс мер поддержки регионального бизнеса в рамках государственной программы «Развитие малого и среднего предпринимательства в Тульской области».
С 2020 года в Тульской области реализуется программа поддержки местных производителей «Сделано в Тульской области», целью которой является продвижение продукции тульских производителей на внутреннем и внешних рынках, за счёт повышения объёмов производства, узнаваемости и гарантии качества бренда. В настоящее время в проекте 175 участников, из которых 115 заняты в
сфере производства продовольственных товаров, а 60 — непродовольственных. Фиолетовые ценники «Сделано в Тульской области» внедрены на 248 торговых объектах в Москве, Московской области, Рязани, Волгограде, Казани, Ростове-на-Дону.

### Трудности ведения бизнеса
По результатам анкетирования 2021 года среди предпринимателей о наличии существенных административных барьеров на ведение текущей деятельности или открытие нового бизнеса на рынке, наиболее частым были ответы:
- Нестабильность российского законодательства, регулирующего предпринимательскую деятельность — 18,0 %;
- Ограничение/сложность доступа к поставкам товаров, оказанию услуг и выполнению работ в рамках государственных закупок — 9,9 %;
- Высокие налоги — 13 %.[6]

Также 45 % респондентов отметили, что органы власти помогают бизнесу своими действиями, а 24 % сообщили, что органы власти в чём-то помогают, а в чём-то мешают. Результаты анкетирования отразили тенденцию к снижению количества и уровня сложности административных барьеров для ведения бизнеса в Тульской области в 2021 году относительно предыдущих лет. Большинство респондентов отметили тот факт, что административные барьеры стало проще преодолевать, чем раньше.

## Промышленность

### Промышленный потенциал

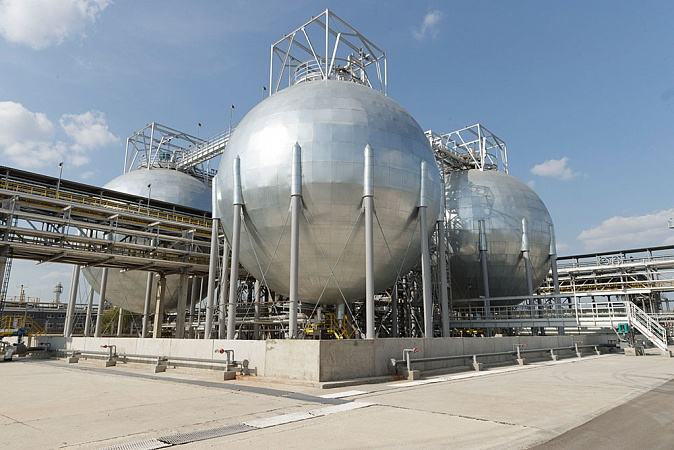
Химическая компания «Щекиноазот»

Главной особенностью промышленности Тульской области является высокий удельный вес хозяйствующих субъектов, осуществляющих деятельность в обрабатывающих отраслях. Комплексное управление реализацией стратегии развития промышленности региона осуществляется правительством Тульской области.
В 2017 году Тульская область присоединилась к федеральной приоритетной программе «Повышение производительности труда», которая с 2019 года получила статус нацпроекта. За годы реализации проекта прирост добавленной стоимости на предприятиях региона составил более 8 млрд рублей, их производительность в среднем увеличилась на 26 %, а остатки незавершенного производства и время протекания процессов снизились на 40 %. По итогам 2021 года регион занял 3-е место в рейтинге эффективности Минпромторга России по реализации промышленной политики среди регионов страны Также в 2021 году Тульская область нарастила объёмы экспорта на 29,5 %, ведя внешнеторговый оборот с 138 странами. В 2021 году на базе предприятия «Аэрозоль-Новомосковск» открылся первый в Центральном федеральном округе и третий в стране корпоративный центр «Точка кипения Hi-Tech». Проект был создан для концентрации в нём молодых специалистов, которые смогут генерировать идеи для развития, а также внедрять их в производство.
За 2022 год объём отгруженной продукции составил 1169,5 млрд рублей, индекс промышленного производства — 102,5 %. Рост промышленного производства региона обеспечен обрабатывающими отраслями, доля которых в объёме отгруженных товаров составляет 92,7 %. По итогам рейтинга регионов по реализации нацпроекта «Производительность труда» в 2022 году, сформированного Минэкономразвития России, в группу с лучшими показателями вошли 18 регионов страны, среди них — Тульская область.
Несмотря на положительные тенденции существует ряд факторов, сдерживающих развитие конкурентного статуса определённых отраслей промышленности Тульской области. Среди них можно выделить затруднения доступа к финансовым источникам, позволяющим получить достаточный уровень инвестиций в модернизацию и развитие. Кроме того, в ряде отраслей имеет место нехватка высоко квалифицированных кадров, которая зачастую выступает основным препятствием для экономически обоснованного, адаптивного перехода к использованию инновационных технологий и высокотехнологичного оборудования.

### Оборонная промышленность
Оборонные предприятия функционируют по трём направлениям: государственные заказы, производство военной техники и вооружения для иностранных заказчиков, изготовление продукции гражданского назначения и товаров для повседневного использования. Предприятия оборонной промышленности Тульской области производят противотанковые ракетные комплексы, вооружение для танков и другой лёгкой бронированной техники, артиллерию, стрелковое вооружение и патроны к нему. Также изготавливаются радиолокационные комплексы для разведки, средства для учебных тренировок, средства связи, реактивные системы залпового огня.
В общей сложности в Тульской области работают 25 предприятий оборонно-промышленного комплекса, где работают более 30 тысяч человек. Крупнейшими предприятиями в данной сфере являются: «Конструкторское бюро приборостроения» (разработка и производство высокоточного управляемого оружия), ГНПП «Сплав» (производство реактивных систем залпового огня), «Тульский оружейный завод» (производство военного, спортивного и гражданского оружия), «Туламашзавод» (выпуск вооружений для сухопутных войск и военно-морского флота) и «Тульский патронный завод».
В 2022 году в регионе сформирован Центр подготовки операторов беспилотных летательных аппаратов, в рамках которого организовано соответствующе обучение, а также ведется работа по организации опытного производство БПЛА на предприятиях Тульской области.

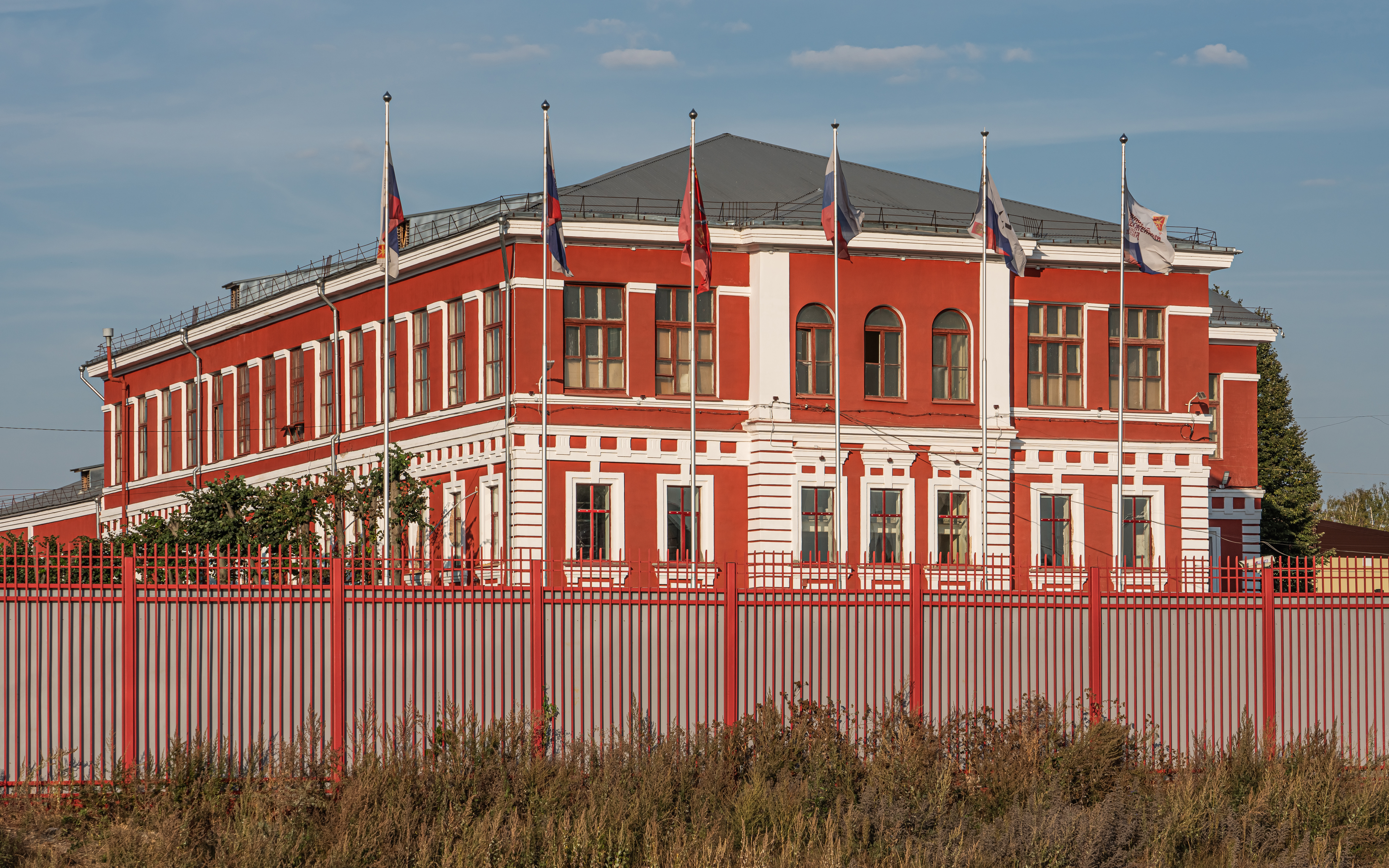
Корпус Тульского оружейного завода
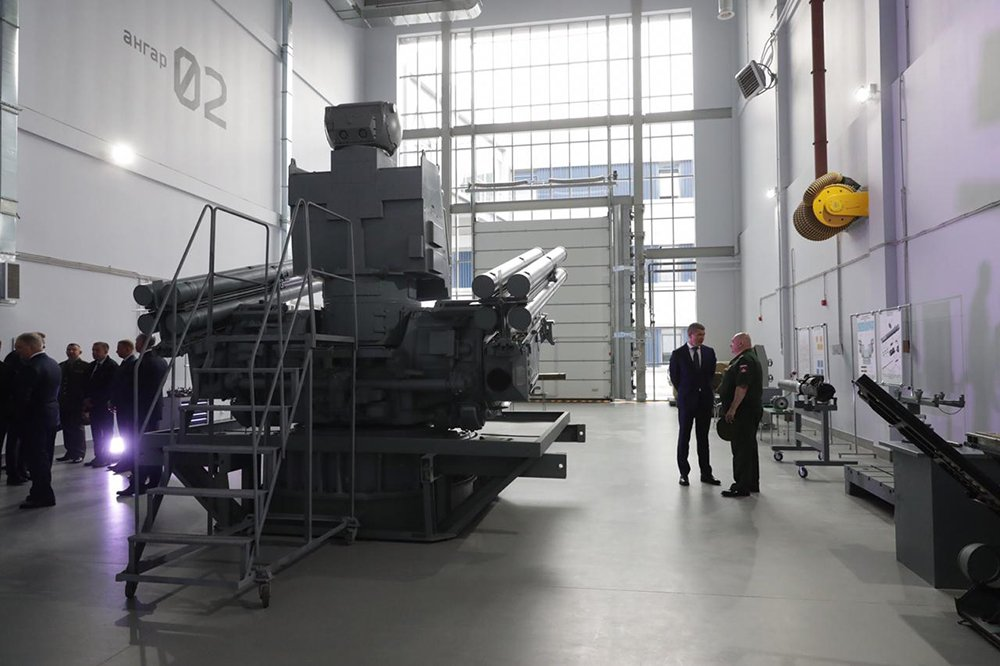
Выставочный зал «Щегловского вала»
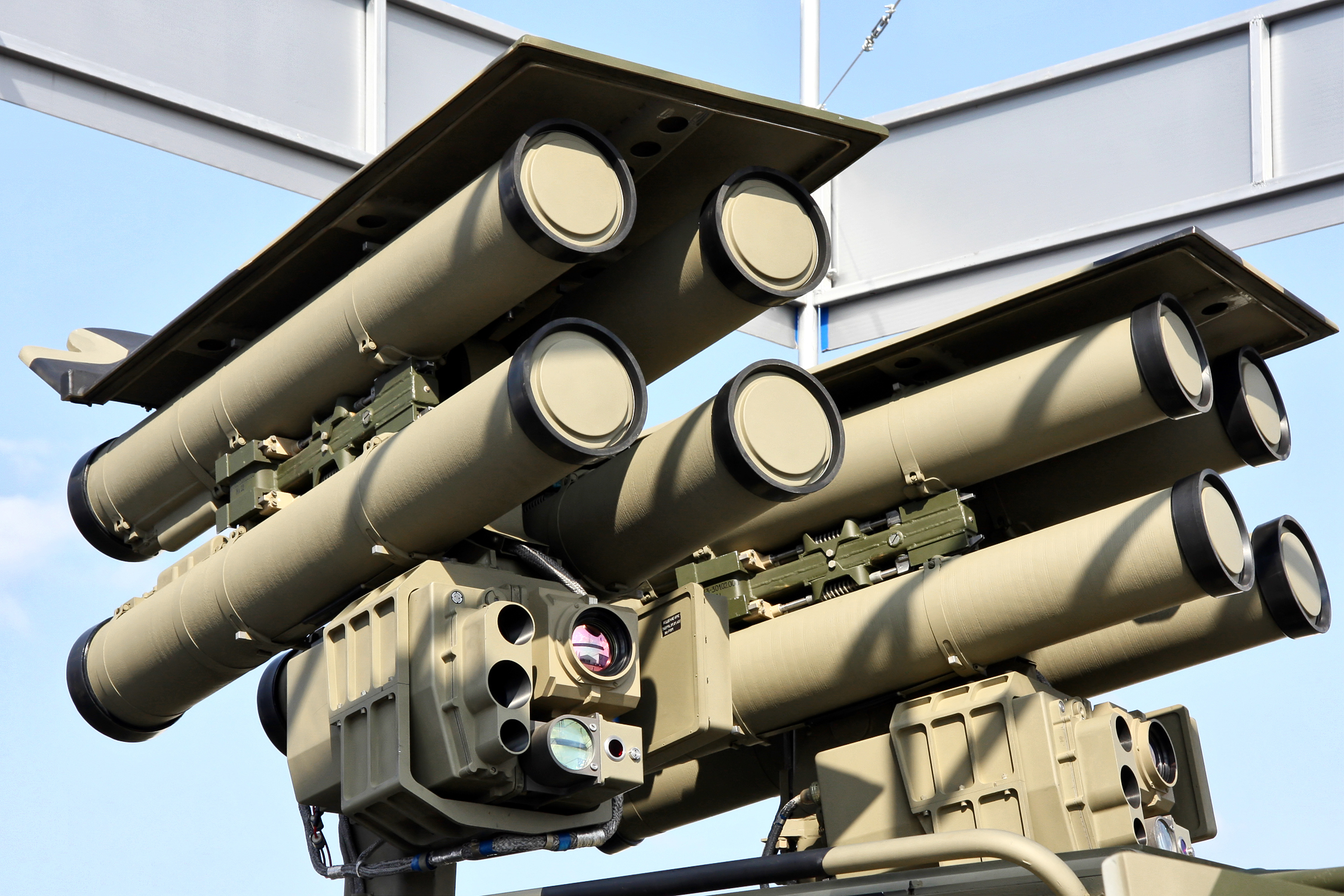
Корнет-ЭМ на салоне МАКС

### Машиностроение
В гражданском машиностроении Тульской области выделяют пять основных точек: «Трансмаш» в Белёве, «Тяжпромарматура» в Алексине, «ТПО Промет» в Узловой, «ИЭК Металл пласт» в Ясногорске и «Комбайнмашстрой» в Туле. На базе этих предприятий в рамках стратегии развития машиностроения Тульской области предполагается создание отраслевого регионального кластера, предусматривающего производство шести основных видов продукции: тормозных цилиндров, шаровых кранов, металлических дверей, электрических кабель-каналов, противопожарного оборудования, малогабаритных тракторов, инструментального производства. Помимо этого планируется развитие производства автокомпонентов и станкостроение.

### Горнодобывающий комплекс
Тульская область является исторически сложившимся горнорудным регионом России. В преобладающем количестве в области ведется добыча известняка и песка, в том числе разрабатывается крупнейшее месторождение гипса. Учтено 8 месторождений карбонатных пород с запасами более 75 млн м³. В основном добыча строительных песков и песчано-гравийных пород ведется в Венёвском, Ефремовском, Ясногорском и Богородицком районах.
Учтено 50 месторождения строительных песков с балансовыми запасами более 150 млн м³. Пески пригодны для дорожного строительства, для приготовления штукатурных и кладочных растворов и как заполнитель бетона. В области учтено 48 месторождений кирпичного сырья с балансовыми запасами более 132 млн м³, а также разрабатывается ещё 12 месторождение с запасами более 29 млн м³. Также в регионе имеются подлежащие промышленной разработке аномалии благородных металлов, полиметаллов, кадмия, меди, серебра, цинка, свинца, бария и лития, запасы минеральных вод, бурого угля, который перспективен как горно-химическое сырье.
Большинство месторождений полезных ископаемых в области открыты и разведаны специалистами производственных предприятий «Тульская геологоразведочная партия» (бывшая Московская областная комплексная геологоразведочная экспедиция) и «Спецгеологоразведка». В регионе функционируют 76 горнодобывающих и перерабатывающих минеральное сырье предприятий, многие из которых совмещают добычу и, хотя бы, частичную его переработку.

### Химическое производство

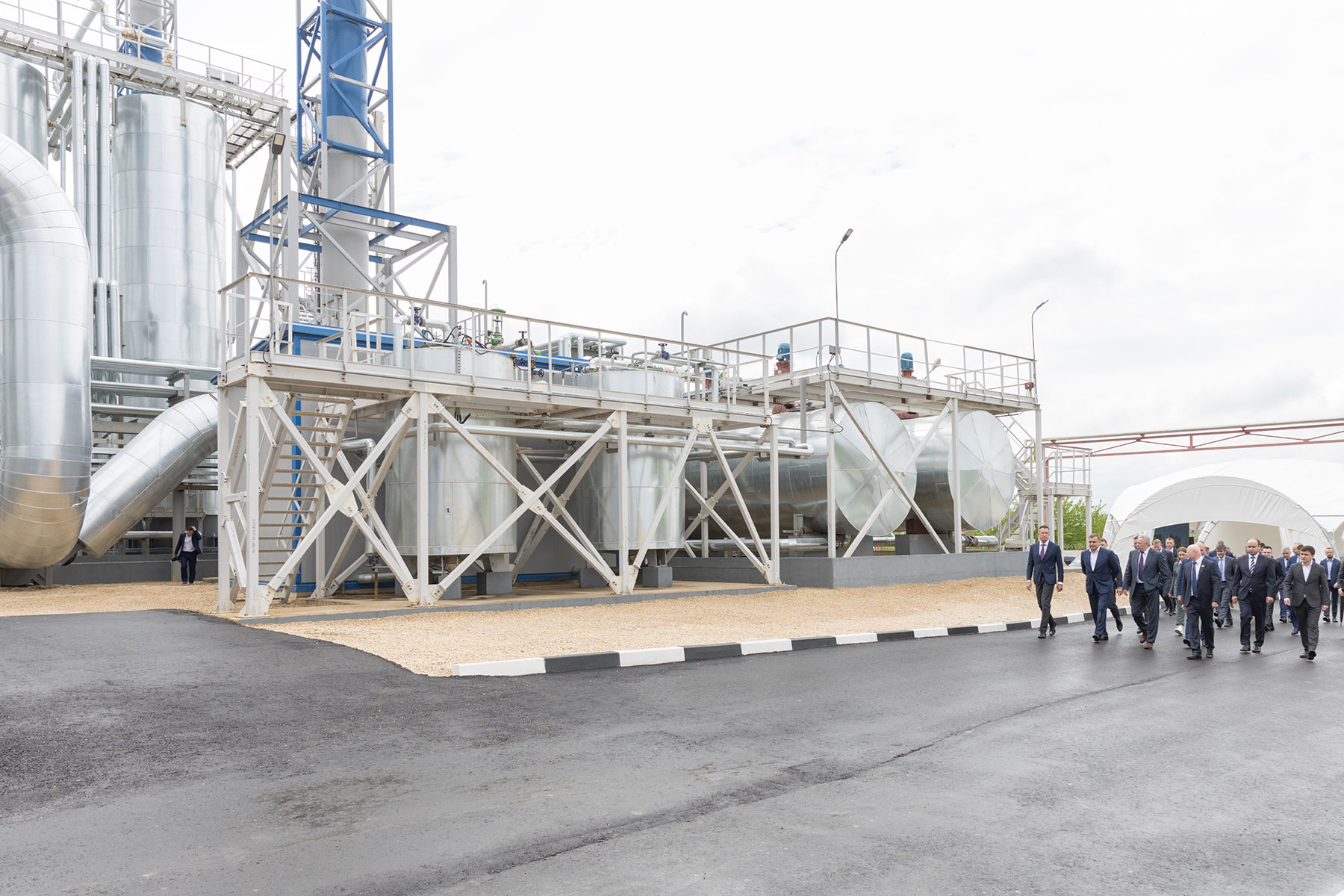
Завод по производству строительной химии «Полипласт Новомосковск»

В составе химического комплекса Тульской области функционируют 18 крупных и средних предприятий. Предприятия этой индустрии производят и реализуют: синтетический каучук, минеральные удобрения, аммиак, серную кислоту, метанол, полистирол и сополимеры стирола, капролактам, синтетические моющие средства, синтетические смолы и пластмассы и т. д. Наиболее крупными предприятиями на территории региона являются «Азот» в Новомосковске, «Химволокно» в Щёкино и «Ефремовский Завод синтетического каучука» в Ефремове.
Химическая промышленность региона в последние годы показывает опережающие темпы роста, что обусловлено выходом на проектную мощность новых производственных комплексов на ведущих предприятиях химического комплекса Тульской области. Положительная динамика химических предприятий Тульской области, наибольшую долю в продукции которых занимают удобрения, также объясняется высокой экспортоориентированностью производств наряду с существенными резервами развития внутреннего потребления. Эти факторы позволяют отрасли развиваться, несмотря на кризис. Косвенное содействие государства химической индустрии заключается в поддержке отраслей, являющихся основными потребителями их продукции, например, субсидирование сельскохозяйственных производств, позволяющее компенсировать затраты на покупку удобрений.

### Металлургическое производство
Благодаря наличию болотных руд, доступных для добычи открытым методом, и леса на территории Тульской области производство чёрной металлургии практически не прекращалось со времени первых следов обработки металла в IX века по настоящее время. В регионе действуют металлургические производства, созданные в разные периоды индустриализации страны: Косогорский металлургический завод (основан в 1897 году), «Тулачермет» (основан в 1931 году), современный крупнейший в Европейской части России литейно-сортопрокатный комплекс на базе конвертерной технологии «Тула-Сталь». Основное направление чёрной металлургии в Тульской области приходится на производство товарного чугуна, высокочистого доменного чугуна, ферромарганца и различные соединения ванадия. По объёму промышленной продукции среди регионов России Тульская область занимает 7 место.

### Производство строительных материалов
Предприятия осуществляют производство и реализацию следующих основных видов продукции: цемент, изделия и материалы из гипса, бетон, керамический строительный кирпич, производство теплоизоляционных материалов на основе полимеров.
Основными организациями рынка по производству кирпича керамического неогнеупорного строительного являются ООО «Кирпичный завод БРАЕР», АО «Новомосковский завод керамических материалов», ООО Завод «Стройкерамика», ПАО «Керамика», АО «Тульский кирпичный завод», АО «Туластройматериалы», ООО «Алексинский кирпич». Рынок производства бетона подразделяется на производство блоков и прочих изделий строительных для зданий и сооружений из цемента, бетона или искусственного камня, где основными производителями выступают АО «Первомайский завод ЖБИ», ЗАО «Тула-Бетон», ООО «Гурово-Бетон», ЗАО «Тульский завод товарных бетонов», ООО ПКП «Промстройдеталь» и ООО «Малиновский комбинат ЖБИ».
В 2021 году был заметный рост производства строительных материалов, что в основном обусловлено возведением рекордного объёма жилой недвижимости на территории Тульской области, а также в стране.

### Целлюлозно-бумажное производство

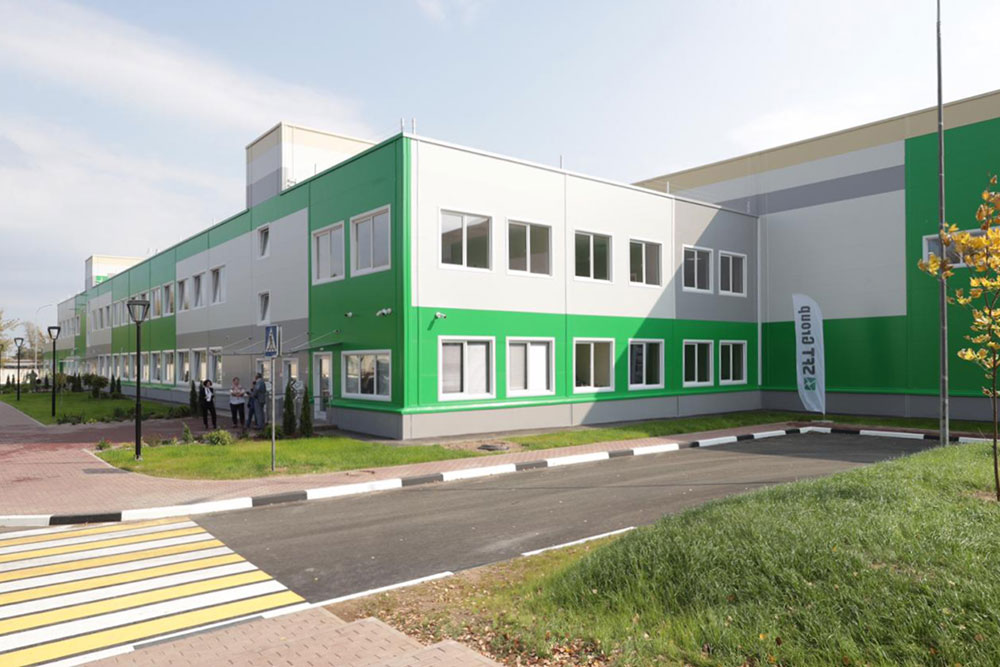
Алексинская бумажно-картонная фабрика

Предприятия целлюлозно-бумажной промышленность Тульской области производят картон, упаковочные материалы из гофрированного картона, подгузники, бумага и бумажные упаковочные материалы. Самыми крупными предприятиями отрасли являются «Алексинская бумажно-картонная фабрика», «Яснополянская фабрика тары и упаковки», «ГОТЭК-Центр» и «Эссити».

### Лёгкая промышленность
Лёгкая промышленность Тульской области представлена в основном малыми и средними предприятиями и включает текстильное, швейное, кожгалантерейное и обувное производство. Предприятия текстильного и швейного производства изготавливают пряжу, швейные изделия, трикотажные изделия, обувь, верхнюю одежду, объёмную пряжу, искусственный мех, искусственные и синтетические волокна, нетканое текстильное полотно. Перечень хозяйствующих субъектов включает порядка 300 организаций лёгкой промышленности, наиболее значимыми из которых являются ООО «Авгол», ООО Производственная компания «Фабрикс», АО «БТК групп», ООО «Адвентум Технолоджис Покрытия и Мембраны», ООО «Рабочий стиль», АО «Донская обувь», ЗАО Трикотажная фирма «Заря» и ОАО «Тульский трикотаж».
Темпы роста по отраслям лёгкой промышленности:
- Производство текстильных изделий. В 2021 году объём отгруженных товаров составил — 10 058,1 млн руб., индекс — 110,3 %.
- Производство одежды. В 2021 году объём отгруженных товаров составил — 3 841,2 млн руб., индекс — 109,2 %.
- Производство кожи, изделий из кожи. В 2021 году объём отгруженных товаров составил — 759,2 млн руб., индекс составил — 93,5 %.

### Поддержка
В 2016 году в Тульской области был создан Фонд развития промышленности, учредителем которого выступило правительство региона. Фонд позволяет предприятиям на льготных условиях получать льготное финансирование под 1-3 % годовых от 5 млн до 2 млрд рублей по 10 федеральным, четырём совместным и трем собственным программам. За время деятельности Фонда более 30 проектов предприятий региона получили поддержку на общую сумму более 6 млрд рублей, а их реализация принесла экономика порядка 17 млрд рублей. За 2022 год сумма одобренного финансирования из средств Фонда развития промышленности составила 321,7 млн руб. Капитализация этого фонда на конец 2022 года составила 619,6 млн руб., её рост за год составил 220 млн руб. Фонд за это время получил субсидию из бюджета региона на осуществление финансовой поддержки на 159,3 млн руб. — в 2,8 раза больше, чем в 2021 году. Также он был докапитализирован региональной субсидией на 53,8 млн руб. Среди других мероприятий по финансовой поддержке промышленности региона — субсидии для экспортоориентированных предприятий на возмещение затрат, понесенных при транспортировке продукции на экспорт. Также в регионе себя зарекомендовала субсидия на возмещение затрат на приобретенное оборудование.
С октября 2017 года на базе Фонда развития промышленности действует региональный центр компетенций Тульской области в сфере повышения производительности труда. Также в структуру институтов, осуществляющих поддержку развития промышленности в Тульской области, входит государственная компания АО «Корпорация развития Тульской области». C марта 2022 года в Тульской области на базе Фонда развития промышленности действует Центр импортозамещения, который помогает оперативно найти заказчиков для местных производителей. При содействии правительства Тульской области в 2022 году реализованы проекты по производству новых импортозамещающих видов продукции на ООО «Тулачермет-сталь», АО НАК «Азот», ООО «Полипласт Новомосковск», АО «Тулажелдормаш», ООО «Металлопрокатный завод» и других предприятиях. Для восполнения нехватки рабочих рук проводится работа по рассмотрению и утверждению заказа на подготовку кадров в системе профессионального образования Тульской области.

## Сельское хозяйство

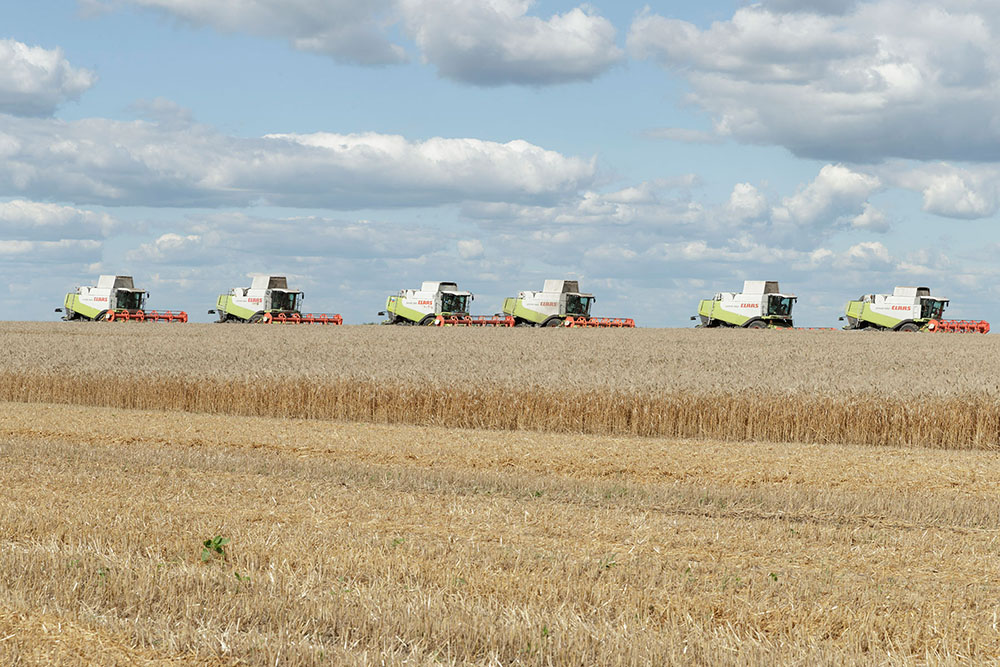
Уборочные работы в Алексинском районе

Агропромышленный комплекс Тульской области включает в себя около 1000 сельскохозяйственных организаций и крестьянских (фермерских) хозяйств и более 160 пищевой и перерабатывающей промышленности, в которых трудятся примерно 30 тысяч человек. В рамках государственной программы «Развитие сельского хозяйства Тульской области» предусмотрена поддержка начинающих фермеров, семейных животноводческих ферм и сельскохозяйственных потребительских кооперативов.
Приоритетными для региона являются мясное и молочное животноводство, а также производство и переработка плодоовощной продукции (сахарной свеклы, картофеля, овощей, плодов и ягод), зерновых и масличных культур. В структуре сельскохозяйственного производства преобладало растениеводство, доля которого составила 55,4 %, доля животноводства — 44,6 %. Сельское хозяйство наиболее развито в южной лесостепной части региона. Здесь распространено выращивание зерновых (пшеница, ячмень), зернобобовых (горох), масличных (подсолнечник, рапс, соя) и кормовых культур, мясомолочное скотоводство и свиноводство. В северных районах преобладает молочно-мясное скотоводство, выращивание кормовых культур и картофелеводство. Очагами получили развитие плодово-ягодное садоводство и овощеводство. Сельскохозяйственные площади занимают порядка 75 % территории Тульской области и применяются под животноводство и растениеводство.
Ситуация в животноводстве региона остается сложной. Одним из основных негативных факторов является неуклонное сокращение поголовья скота. За 18 лет поголовье крупного рогатого скота в хозяйствах всех категорий сократилось в 2,4 раза, в том числе поголовье коров — в 3,2 раза, свиней — в 2,0 раза. Сокращение происходило как за счёт сельскохозяйственных организаций, так и за счёт хозяйств населения. В настоящее время в регионе ведется работа по увеличению поголовья молочного стада и повышению его породных качеств, проведению модернизации производства, вводу в действие новых животноводческих помещений.
По показателям 2021 года Тульская область заняло третье место в ESG-рейтинге сектора аграрно-промышленного комплекса среди регионов России. Данный рейтинг был создан «Россельхозбанком» и оценивает текущее состояние агросектора на соответствие стандартам устойчивого развития. При составлении рейтинга эксперты учитывали экологические, социальные и корпоративные показатели регионов. В настоящее время на территории Тульской области реализуется более 20 проектов на сумму около 100,0 млрд рублей. Наиболее крупные проекты принадлежат ПАО «Группа Черкизово», ООО "Кубань-Масло, ООО "Тепличный комплекс «Тульский», ООО «Тульская мясная компания».

### Растениеводство
Растениеводство ориентировано на выращивание зерновых культур, рапса, сахарной свеклы, картофеля, овощей, плодов и ягод. Зерновыми культурами занято две трети посевных площадей. В период с 2015 по 2022 годы возвращено в сельскохозяйственный оборот 250,9 тысяч га земель сельскохозяйственного назначения, благодаря чему общая посевная площадь в Тульской области составила 935 тысяч га.
| Посевные площади: | Посевные площади: | Посевные площади: | Посевные площади: | Посевные площади: | Посевные площади: | Посевные площади: | Посевные площади: | Посевные площади: | Посевные площади: | Посевные площади: | Посевные площади: | Посевные площади: | Посевные площади: | Посевные площади: |
| год               | 1959              | 1990              | 1995              | 2000              | 2005              | 2010              | 2015              | 2016              | 2017              | 2018              | 2019              | 2020              | 2021              | 2022              |
| ----------------- | ----------------- | ----------------- | ----------------- | ----------------- | ----------------- | ----------------- | ----------------- | ----------------- | ----------------- | ----------------- | ----------------- | ----------------- | ----------------- | ----------------- |
| тыс. гектар       | 1683              | 1448              | 1295,5            | 912,8             | 739,6             | 749,5             | 763,4             | 805,5             | 855,8             | 836,9             | 885,4             | 929,3             | 935,0             | 935,0             |

Тульская область — один из лидеров по производству картофеля в России. В 2022 году в сельскохозяйственных организациях и крестьянских (фермерских) хозяйствах собрано 503,0 тыс. тонн картофеля. Ведущим предприятием в данном сегменте является крестьянско-фермерское хозяйство «ЖАК», созданное в 2004 году в Венёвском районе. Его приоритетным направлением является выращивание продовольственного и семенного картофеля. Годовой объём производства составляет свыше 100 тысяч тонн картофеля. В 2019 году предприятие отвело под выращивание этой культуры более 5500 га, что является рекордом как для Тульской области, так и для России в целом.
Созданное в 2008 году в Богородицком районе предприятие «Богородицкий альянс», занимается выращиванием пшеницы, пивоваренного ячменя, масличного рапса и семенного картофеля. Годовой объём производства — 30 тысяч тонн картофеля и 25 тысяч тонн зерновых культур. Хозяйство является крупнейшим поставщиком семенного картофеля для ООО «Фрито Лей Мануфактуринг», ведущего производителя чипсов и сухариков в России.
В январе 2020 года запущена первая очередь тепличного комплекса «Тульский» площадью 26,05 га, в которой выращивают круглые, сливовидные, коктейльные томаты и черри. Параллельно завершается строительство второй очереди, где будут выращивать огурцы. Также заметную роль в растениеводстве региона занимают Агропромышленная компания им. В. А. Стародубцева в Новомосковском и Кимовском районах, племенное хозяйство «Лазаревское» и племзавод «Новая Жизнь» им. И. М. Семенова в Щёкинском районе.
Тульская область входит в топ-20 регионов по размеру площадей сахарной свеклы. Однако, данное направление является проблематичным для сельско-промышленного комплекса из-за логистисеких проблем. В 2020 году закрылся последний в области сахарный завод, находившийся в поселке Товарковский Богородицкого района, и с тех пор сахарную свеклу тульские предприятия возят на переработку в соседние области — Липецкую, Тамбовскую, Орловскую. Из-за отсутствия сахарного завода в регионе транспортные услуги отнимают от 10 до 20 % выручки от реализации свеклы.
В 2022 году в Тульской области было собрано 2,6 млн тонн зерна и исторически рекордные 245 тысяч тонн рапса, который используют для изготовления технического масла и биотоплива, косметики и моющих средств, заготовки зелёного корма для животных и изготовления основы комбикормов. При всей высокой маржинальности этой культуры отношение к ней аграриев региона не так однозначно, в виду того, что цены на рапс упали, а стоимость техники, запчастей, удобрений, средств защиты и топлива растёт. В связи с неблагоприятными погодными условиями, приведшими к опасному агрометеорологическому явлению «переувлажнение почвы», 24 ноября 2022 года в Тульской области введён режим ЧС из-за гибели урожая. По прогнозам, в 2021 году не удастся убрать посевы на площади в 70 тысяч гектар.
По валовому сбору зерновых и зернобобовых культур Тульская область по итогам 2022 года занимает 22 место в России и 8 место в Центральном федеральном округе, по валовому сбору рапса — 7 место в России и 1 место в ЦФО, по валовому сбору картофеля 2 место в России и 2 место в ЦФО. Под урожай 2023 года посеяно около 200 тыс. гектаров озимых зерновых культур.
В 2024 году в регионе планируется запустить первое в России производство лимонной и молочной кислот, рынки которых обеспечиваются полностью поставками из Китая. В настоящее время идёт проектирование предприятия общей годовой мощностью 70 тысяч тонн лимонной кислоты, в том числе моногидрата и ангидрида, и 10 тысяч тонн молочной кислоты, которое буде построено компанией «Органические кислоты» создает в особой экономической зоне «Узловая». Ввод производства будет осуществляться поочередно до 2027 года включительно, а основным сырьем для производства кислот будет кукуруза.

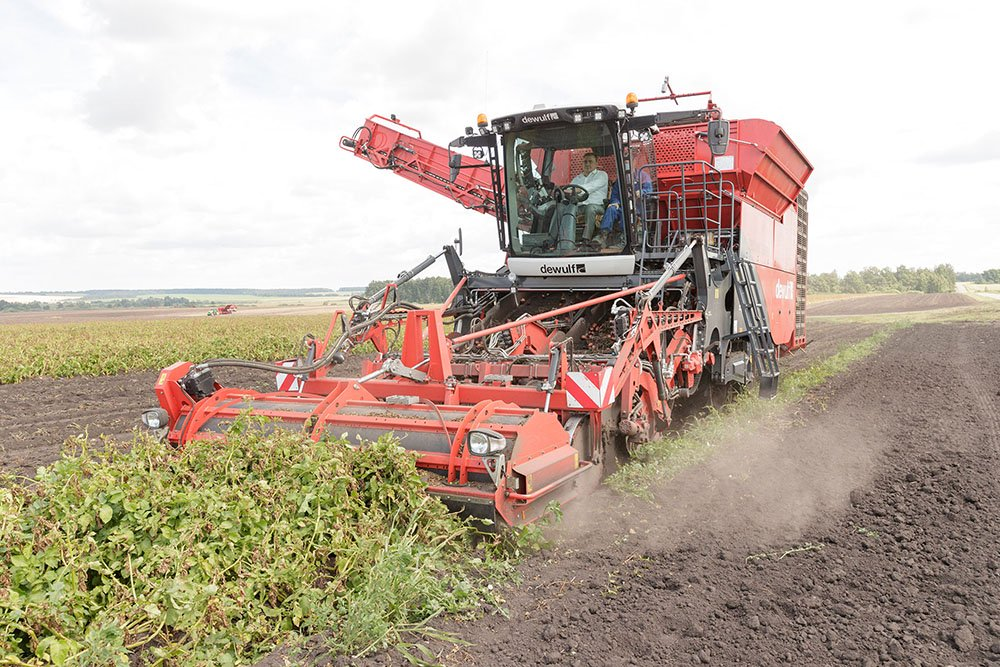
Уборка картофеля в Богородицком районе
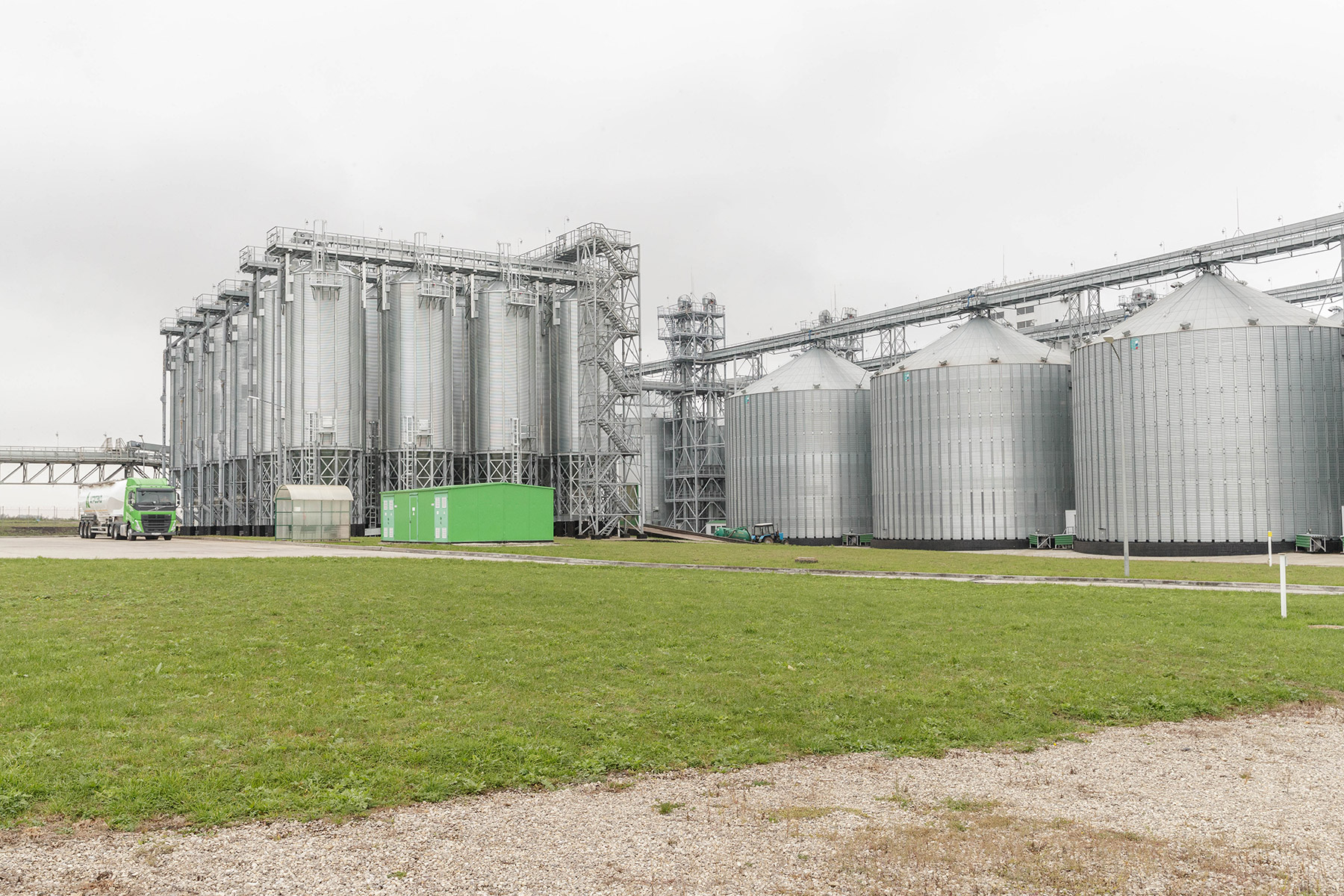
Зернохранилище в Куркинском районе
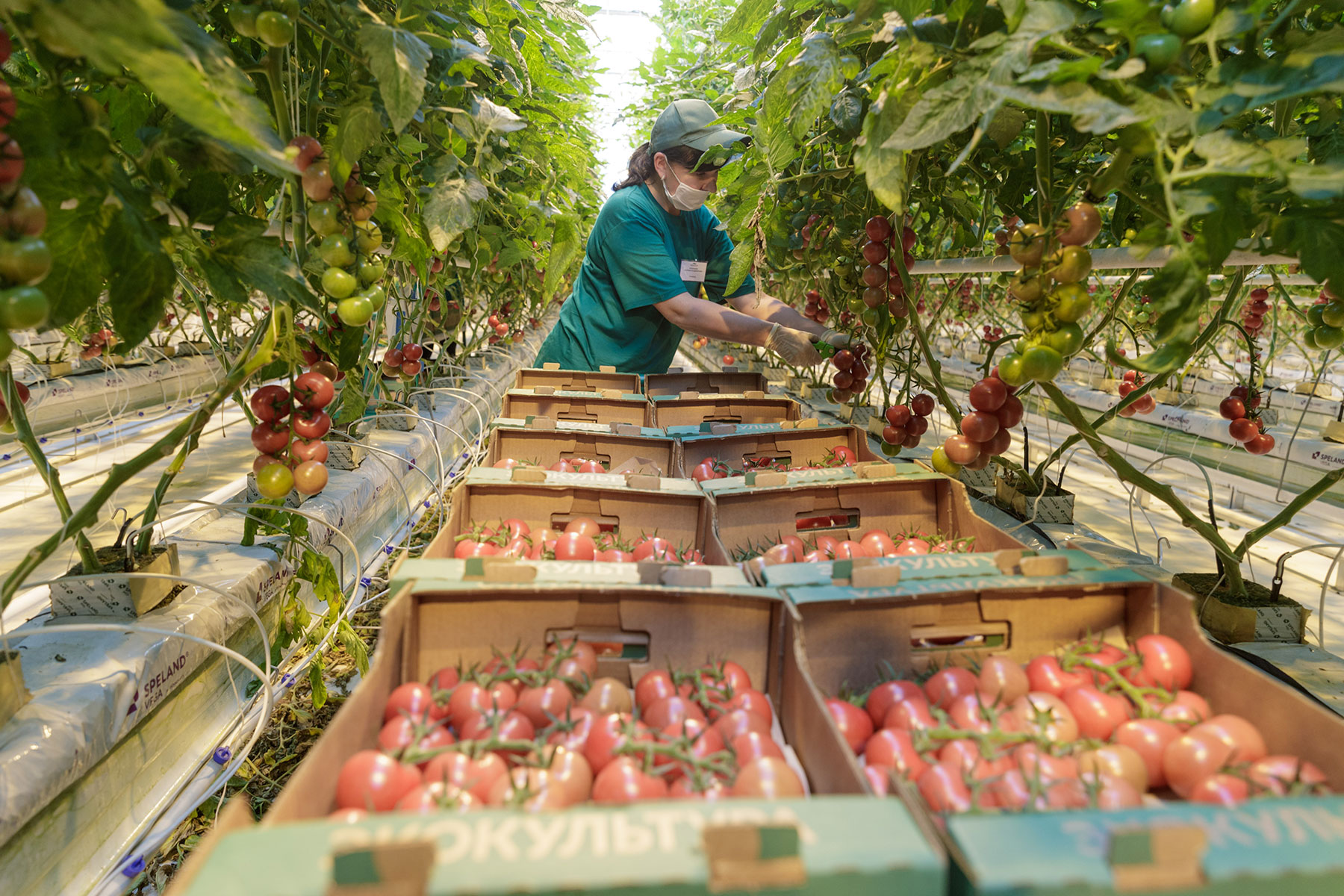
Тепличный комплекс «Тульский»

### Скотоводство
Основную долю поголовья мясного скота содержат на фермах «Брянской мясной компании», входящей в агропромышленный холдинг «Мираторг», а также в ряде крестьянских (фермерских) хозяйств. «Брянская мясная компания» реализует инвестиционный проект по разведению быков абердин-ангусской породы в Арсеньевском, Белёвском, Дубенском, Киреевском, Одоевском, Суворовском, Щёкинском и Чернском районах области. В 2020 году «Мираторг» запустил в регионе первую очередь овцеводческого комплекса закрытого типа с поголовьем в 30 тысяч и круглогодичным стойловым содержанием животных. Вторую очередь инвестиционного проекта планируется реализовать к 2028 году, что в итоге приведёт к увеличению мощности до 134 тысяч голов овец.

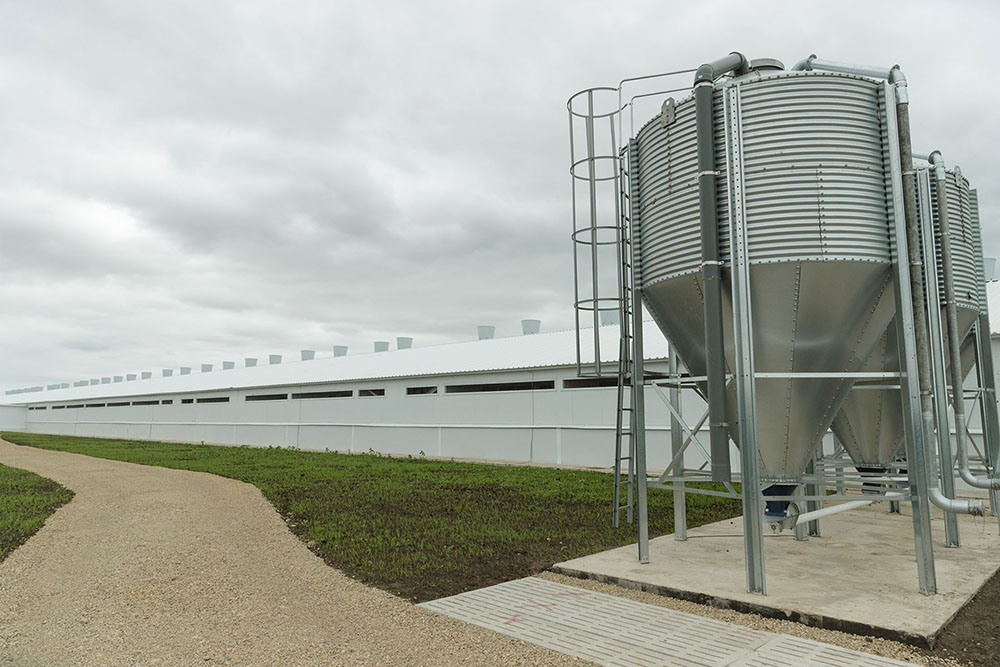
Свиноводческая ферма в Куркинском районе

Одно из крупнейших свиноводческих предприятий региона — племенное хозяйство «Лазаревское». Комплекс, рассчитанный на содержание 44 тысяч голов, производит более 10 тысяч тонн свинины в год. В его состав входит собственный комбикормовый цех, а также мясоперерабатывающий комбинат. В 2021 году был реализован инвестиционный проекта по созданию масштабного свиноводческого предприятия, мощности которого расположены в Ефремове, Куркинском и Воловском районах. Комплекс включает шесть свиноферм на 2,5 тысяч свиноматок каждая, предприятие по производству полнорационных кормов с элеватором, рассчитанным на единовременное хранение 90 тысяч тонн зерна, и два инфраструктурных объекта — станцию искусственного осеменения и карантинный пункт. Его проектная мощность — 486 тысяч свиней в год. Численность товарного молодняка на откорме будет достигать 255 тысячи голов, объём производства свинины в живой массе — 60 тысяч тонн в год, кормов — 145 тысяч тонн.
С сентября 2017 года компанией «Билагро» реализует проект по строительству крупнейшей в Европе оленьей фермы на территории Тульской области в Ясногорском районе проектной мощностью 10 тысяч голов. Основным направлением компании является промышленное разведение благородного оленя и мясное производство. На данный момент построены вольеры для содержания оленей площадью около 270 га, и введена в эксплуатацию система обслуживания поголовья.
В 2022 году компания «Черкизово Мясные продукты» получило в аренду участок земли в поселке Восточный Ефремовского района для строительства завода по убою свиней, переработке мясного сырья и хранению готовой продукции. Кроме того, в рамках создания крупнейшего в России кластера мясопереработки на территории опережающего развития «Ефремов» запланирована реконструкция действующего завода по производству полуфабрикатов из куриного мяса.
Позитивное направление в последние несколько лет имеет ситуация в молочном скотоводстве. Большую роль в этом сыграла реализация приоритетного национального проекта «Развитие агропромышленного комплекса» и Государственной программы развития сельского хозяйства и регулирования рынков сельскохозяйственной продукции, сырья и продовольствия. Предпринятые в последние годы меры по развитию животноводства позволили начать процесс стабилизации молочного скотоводства. В 2022 году в регионе в хозяйствах всех категорий произведено 201,4 тыс. тонн молока, или 102,6 % к уровню 2021 года. Валовой надой молока в сельскохозяйственных организациях и крестьянских (фермерских) хозяйствах составил 180,9 тыс. тонн, или 103,7 % к уровню 2021 года. Лидером молочного рынка Тульской области является компания «Интеркрос Центр», расположенная в Ясногорском районе. Среднесуточное производство молока на предприятии достигает 150 тонн, что составляет 35 % от всего товарного молока, производимого в Тульской области.

### Птицеводство
Одно из крупных птицеводческих предприятий — птицефабрика «Тульская», которое имеет статус племенного репродуктора второго порядка по разведению кур кросса «Хайсекс Браун», где получают 213,1 млн яиц в год. Поголовье птицы — 770782, в том числе 613 940 кур-несушек, а средняя яйценоскость — 336 яиц в год. Куриное яйцо также производит птицеводческое предприятие «Заокское» (группа компаний «Лето Групп»), мощность птицефабрики которой 158,2 млн яиц в год. Поголовье птицы — 685848, а среднегодовая яйценоскость — 315 штук. «Лето Групп» входит в десятку лидеров по объёму производства куриного яйца в России. Все птицефабрики компании в целом получают 650—700 млн яиц в год.
По итогам 2021 года Тульская область вышла в лидеры по производству яиц в Центральном федеральном округе, обогнав Смоленскую и Ивановскую области. В 2022 году в регионе в хозяйствах всех категорий произведено 815,6 млн штук продукта (112,7 % к 2021 году).
Из бройлерных птицефабрик наиболее крупной является «Воловский бройлер», созданная в 2012 году. Продукция птицефабрики вошла в топ-10 рейтинга российских брендов журнала «Forbes» в 2017 году, став одним из лидеров по натуральности, экологичности и качеству. Разведение индейки сосредоточено на предприятии «Краснобор», третьим по величине производителе мяса индейки в России, входящим в группу «Черкизово». В 2020 году поголовье там достигло 802194, и было получено 26,5 тысяч тонн мяса. Птицефабрика располагает четырьмя производственными площадками в городском округе Тула и Новомосковском районе и представляет собой комплекс с замкнутым технологическим циклом, включающим выращивание, переработку и реализацию готовой продукции.

### Племенные хозяйства
В регионе действует три племенных завода (два — по разведению молочного скота и один коневодческий), а также восемь племенных репродукторов (по три птицеводческих и свиноводческих, один — по разведению молочного скота и один звероводческий). Ведущим сельхозпредприятием Тульской области по разведению крупного рогатого скота айрширской породы является племенное хозяйство «Заря» в селе Дедилово Киреевского района. «Тульское по племенной работе» — одно из старейших предприятий региона, предоставляющее услуги по искусственному осеменению и продаже спермы быков-производителей более чем 20 пород молочного и мясного направления продуктивности. Предприятие использует современное оборудование для заморозки семени, что повышает надежность хранения и обеспечивает высокое качество биоматериала. В 2010 году предприятие «Авиаген» ввело в эксплуатацию крупнейший в России инкубаторий в Ясногорском районе, производящий 16,5 млн суточных цыплят кросса «Росс-308» в год. Племенные организации оснащены информационными системами для учёта и мониторинга характеристик крупного рогатого скота. Сельхозпредприятия используют элементы точного животноводства: роботов-дояров, оборудование для идентификации скота, контроля над состоянием здоровья стада.

### Рыбоводство

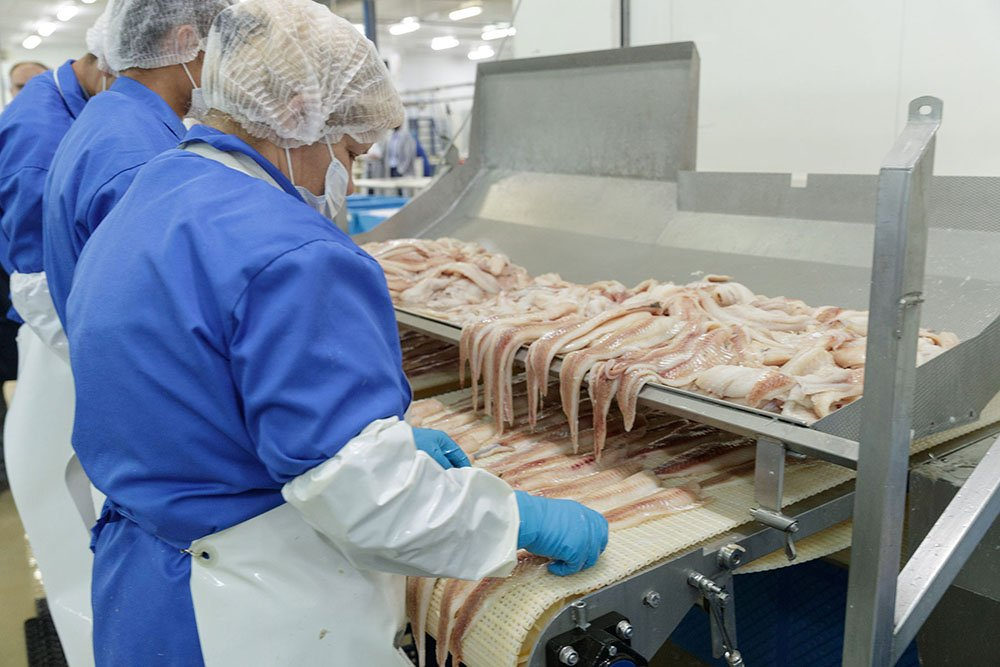
Производство рыбных полуфабрикатов

Ведущим предприятием по переработке рыбы в Тульской области является «Узловаярыба», появившаяся в 1976 году. Компания специализируется на производстве солёной рыбы, холодного и горячего копчения, балыков, пресервов и замороженного рыбного филе.
В 2020 году на базе бывшего хладокомбинате в посёлке Хомяково в городском округе Тулы был запущен завод по переработке рыбопродуктов и морепродуктов и выпуску продукции из минтая, трески и кальмара компании «Доброфлот» (входит в «Южморрыбфлот»). Производственные мощности предприятия позволяют выпускать до 8,5 тысяч тонн рыбной продукции в год. Компания также приобрела земельный участок под дальнейшее строительство логистического центра, сроком реализации до 2027 года.

### Рынки сбыта
В рамках национального проекта «Международная кооперация и экспорт» определены перспективные направления для наращивания поставок за рубеж. Это производство продукции масложировой и кондитерской отраслей, а также глубокой переработки зерна. Среди основных экспортёров продукции тульского аграрно-промышленного комплекса — Азербайджан, Белоруссия, Казахстан, Китай, Вьетнам, Иран и Монголии.
В 2019 году в Пекине подписаны соглашения об экспорте в Китай товаров ООО «Белёвская кондитерская компания», ООО «Воловский бройлер», рапсового масла ООО «Кубань‑масло-ЕМЗ», вафель кондитерской фабрики «Тореро».

## Третичный сектор

### Потребительский рынок
Региональный потребительский рынок имеет достаточно развитую сеть предприятий розничной торговли, которая представлена как супермаркетами (гипермаркетами), так и предприятиями торговли малого формата (магазины «шаговой доступности», павильоны, киоски и другие). В 2022 году в регионе работало 12100 предприятий розничной торговли, в том числе нестационарных — 3700, и мобильных — 142. Уровень фактической обеспеченности населения Тульской области действующими стационарными торговыми объектами составляет 21,7 единиц на 10 тыс. человек (при плановом значении не менее 9).
Оборот розничной торговли в январе-ноябре 2022 года составил 346 593,1 млн рублей, что в сопоставимых ценах составляет 97,8 % к январю-ноябрю 2021 года. При этом оптовый сегменты вырос на 1,9 % и составил 462 386,5 млн рублей. За 11 месяцев 2022 года населению области оказано платных услуг на 79 707,5 млн рублей, что составляет 101,0 % к январю-ноябрю 2021 года. В структуре объёма бытовых услуг более половины (61,7 %) приходилось на долю трёх видов услуг: техническое обслуживание и ремонт транспортных средств, машин и оборудования; ремонт, строительство жилья и других построек; парикмахерских и косметических услуг. Годовая инфляция в Тульской области в декабре 2022 года составила 9,67 %. В сентябре 2023 года годовая инфляция составила 6,16 % после 5,78 % в августе. Рост цен в регионе ускорился из-за ослабления рубля, повышения мировых цен на отдельных сырьевых рынках, сокращения предложения некоторых товаров, а также повышенного потребительского спроса на ряд непродовольственных товаров. При этом уровень региональной инфляции сложился выше общероссийского (6,00 %).
В целях содействия в продвижении продукции тульских производителей на внутреннем и внешних рынках c июля 2020 года работает региональная программа поддержки местных производителей пищевой продукции «Сделано в Тульской области».

### Финансовый сектор
Финансовый рынок Тульской области представлен различными кредитными и некредитными финансовыми организациями, ведущим сектором которого является банковский сегмент. В Тульской
области успешно работают такие крупные банки федерального значения, как Сбербанк, ВТБ 24, Газпромбанк, Россельхозбанк, Альфа-банк, Райффайзенбанк и др. Развивающимся сегментом финансового рынка региона является сектор микрофинансовых организаций, количество которых в последние годы сократилось, что связано с работой Банка России по очищению реестра от недобросовестных игроков.
Обособленное место в финансовом рынке занимают кредитные кооперативы, так как они удовлетворяют финансовые потребности ограниченного круга лиц. Сравнительно небольшим сектором финансового рынка являются ломбарды.

### Транспорт
Транспортная сеть региона выгодно отличается своей развитостью от соседних регионов и из них уступает лишь Московской области. Одним из главных преимуществ региона является географическое положение. Расстояние от центра Тулы до центра Москвы — 185 км.
Регион обладает разветвленной сетью автомобильных дорог с твердым покрытием. Через Тульскую область проходят автодороги федерального значения М-2 «Крым», М-4 «Дон», незначительный участок Р-22 «Каспий», Р-132 «Золотое кольцо» (Калуга — Тула — Михайлов — Рязань) и Р-92 (Калуга — Перемышль — Белёв — Орёл). На начало 2020 года протяжённость автомобильных дорог регионального и межмуниципального значения составляет — 4321,834 км, с асфальтобетонным покрытием — 3882,826 км, цементобетонным — 0,88 км, щебёночным — 419,351 км, с грунтовым покрытием — 18,777 км.
Протяженность главных железнодорожных путей на территории Тульской области составляет 1,5 тыс. км. Из центров муниципальных районов лишь посёлки Одоев, Чернь и Архангельское не имеют прямого выхода к железнодорожной сети. На территории региона расположен 31 железнодорожный вокзал, в том числе на балансе Московской дирекции железнодорожных вокзалов находится 1 железнодорожный вокзал «Тула Курская».
Железные дороги: магистральные электрифицированные «Москва — Харьков — Симферополь» (через Ясногорск, Тулу, Щёкино и Плавск), «Москва — Донбасс» (через Венёв, Узловую, Богородицк и Ефремов), тепловозные линии: историческая Сызрано-Вяземская (через Кимовск, Донской, Тулу и Алексин), линия Плеханово — Козельск — Сухиничи (через Суворов), частично законсервированная историческая Рязано-Уральская дорога «Смоленск — Сухиничи — Козельск — Белёв — Горбачёво — Тёплое — Волово и далее на Раненбург» (законсервирована на участке Белёв — Арсеньево, разобрана на участке Тёплое — Волово — Куликово Поле, п. Куркино). Кроме того в окрестностях Новомосковска густая сеть ведомственных линий к промышленным предприятиям и угольным шахтам. Локомотивные депо Тула, Узловая, Новомосковск. Основные виды грузов, перевозимые железнодорожным транспортом по территории Тульской области — это черные металлы, удобрения, химикаты, строительные грузы и промышленное сырье.
Регион имеет выход на речную сеть европейской части России, в перечень внутренних водных путей включена река Ока от Калуги, пристани в городе Алексин у деревень Егнышевка и Бёхово. Основные перевозки на участке осуществляет ОАО «Порт Серпухов»: туристические рейсы по живописным маршрутам Серпухов — Таруса с многочисленными домами отдыха, туристическими базами и детскими лагерями; добыча и перевозка нерудных полезных ископаемых.
Тула — значительный узел магистральных газопроводов, через регион проходят газопроводы: «Ямбург — Тула-2», «Северный Кавказ — Центр», «Тула — Торжок», «Елец — Серпухов», «Тула — Шостка — Киев», одна из веток «Нижний Новгород — Центр»), кроме посёлка Пришня крупная компрессорная станция размещена в Ефремове («Елец — Серпухов»). Только для внутреннего потребления в регион подаётся около 7 млрд м³/год, полный транспорт газа превышает 13 млрд м³/год. Через регион проходит нефтепродуктопровод «Рязанский НПЗ—Орёл» с ответвлением на Калугу, осуществляющий обеспечение топливом юга центральноевропейской части и экспортные поставки. Объём перекачки через регион составляет более 4 млн т/год.
Регион пересекает магистральная ЛЭП Смоленская АЭС — ПС Михайловская (Рязанская область). Из единой энергосистемы в область перебрасывается половина потребности — около 6,5 млрд кВт·ч/год (эквивалентно около 2,2 млрд м³ газа, как топлива для типовой ТЭС).

### Связь
В регионе рынок услуг связи достаточно развит и представлен большим количеством операторов и провайдеров: 19 операторов оказывают услуги местной телефонной связи, 15 операторов — услуги доступа в Интернет, 28 операторов — услуги связи кабельного вещания и 9 операторов работают в сфере почтовой связи. В настоящий момент в 100 % населенных пунктов области с количеством
жителей от 250 человек заведены волоконно-оптические кабели.
Мобильная связь в области представлена основными операторами связи: ПАО «Ростелеком», ПАО «МТС», ПАО «Мегафон», ПАО «ВымпелКом» (торговая марка Билайн), ООО «Т2-Мобайл» (торговая марка Теле2), ООО «Скартел» (торговая марка Yota) и ПАО «Ростелеком», которые используют различные стандарты сети. Активно развивается предоставление услуг связи на базе стандарта 4G. Мобильной голосовой связью покрыто 98,8 % территории Тульской области. Голосовой связью и мобильным интернетом обеспечены участки федеральных трасс М-2 «Крым» и М-4 «Дон», более 1500 км железнодорожных трасс Московской железной дороги, проходящих по территории Тульского региона.
Доминирующее положение на рынке услуг почтовой связи занимает филиал ФГУП «Почта России». Услуги населению предоставляют более 500 отделений почтовой связи.

### Туризм
Тульская область благодаря географическому расположению (в центре России, вблизи Москвы, международных аэропортов, на линиях важнейших российских коммуникаций) и универсальному комплексу культурно-исторических и природных достопримечательностей является перспективным направлением для развития внутреннего и въездного туризма. В настоящее время наибольшей популярностью пользуются культурно-познавательный, гастрономический, промышленный, экологический, детский, социальный, сельский, деловой туризм.
На территории региона находятся порядка 250 объектов показа, среди которых музеи, монастыри и храмы, усадьбы, объекты активного отдыха, памятники и другие достопримечательности. В Тульской области действуют 80 музеев и их филиалов, в том числе 4 музея федерального значения: музей-усадьба Л. Н. Толстого «Ясная Поляна», музей-заповедник «Куликово поле», музей-заповедник В. Д. Поленова и Тульский государственный музей оружия. Для туристов и отдыхающих интерес представляют местные промыслы — художественная отделка охотничьего оружия, самоварное и гармонное производства, изготовление тульских пряников, филимоновской игрушки, белёвской пастилы и белёвского кружева.

## Население
Численность населения Тульской области по данным Федеральной службы государственной статистики на 1 января 2022 года (с учётом итогов переписи 2021) составляла 1 456 791 человек, в том числе городское — 1 097 096 человек (73,3 %), сельское — 399 594 человек (26,7 %). Численность женского населения от общего числа жителей региона составляла 820 019 человек (54,8 %), а мужского — 676 671 человек (46,2 %). Плотность населения — 55,7 чел./км² (без учёта итогов переписи 2021 года).
Общая численность рабочей силы (15 лет и старше) Тульской области в 2021 году составила 794,2 тысяч человек, что на 14,3 тысяч человек меньше, чем в 2010 году. Наибольшая доля работников занята в обрабатывающем производстве (22,3 %), оптовой и розничной торговле (17,9 %), строительстве (8,2 %) и образовании (7,6 %).
Численность безработных граждан, зарегистрированных в органах занятости населения Тульской области, по состоянию на конец 2021 года составила 4 тысячи человек, уровень регистрируемой безработицы — 0,5 % рабочей силы. Потребность в работниках, заявленная работодателями в органы занятости населения, составила 27,8 тысяч единиц вакансий (19,6 тысяч единиц (70,5 %) — по рабочим профессиям), коэффициент напряженности на рынке труда — 0,2 человека на 1 вакансию, который дифференцируется в пределах от 0,03 в Щёкинском районе до 1,5 в Арсеньевском районе.
По уровню заработной платы по всем категориям работников Тульская область в основном занимает 4-6 места среди субъектов, входящих в Центральный федеральный округ. На 1 января 2022 года среднедушевые денежные доходы населения региона составляли 31 815,9 рублей, а среднемесячная номинальная начисленная заработная плата — 44 725,5 рублей. В августе 2022 года Тульская область заняла 16-е место в рейтинге регионов по рынку труда среди 85 субъектов России. С 1 января 2023 года величина прожиточного минимума в Тульской области на душу населения составляет 14 231 рубль. При этом реальные денежные доходы населения за январь-сентябрь 2022 года в регионе снизились на 2,4 % по сравнению с январем-сентябрем 2021 года.